# .hn
.hnは国別コードトップレベルドメイン（ccTLD）の一つで、ホンジュラスに割り当てられている。